# Симон, Сантьяго
Сантьяго Симон (исп. Santiago Simón; родился 13 июня 2002, Буэнос-Айрес, Аргентина) — аргентинский футболист, полузащитник клуба «Ривер Плейт».

## Клубная карьера
Симон — воспитанник клубов «Кооператива Тортугуитас» и «Ривер Плейт». 21 ноября 2021 года в матче против «Банфилд» он дебютировал в аргентинской Примере.

## Международная карьера
В 2019 года Симон в составе юношеской сборной Аргентины победил в юношеском чемпионате Южной Америки в Перу. На турнире он сыграл в матчах против команд Уругвая, Парагвая и Чили. В том же году Симон принял участие в юношеском чемпионате мира в Бразилии. На турнире но сыграл в матче против команд Испании и Камеруна. 

## Достижения
Международные
 Аргентина (до 17)
- Победитель юношеского чемпионата Южной Америки — 2019